# Bøstrup Sogn
Bøstrup Sogn ist eine Kirchspielsgemeinde (dän.: Sogn)
auf der Insel Langeland im Großen Belt im südlichen Dänemark.
Bis 1970 gehörte sie zur Harde Langelands Nørre Herred im damaligen Svendborg Amt, danach zur Tranekær Kommune im
Fyns Amt, die im Zuge der  Kommunalreform zum 1. Januar 2007 in der
Langeland Kommune in der Region Syddanmark aufgegangen ist. Zum Kirchspiel gehört auch die Insel Siø zwischen Langeland und Tåsinge.
Im Kirchspiel leben 403 Einwohner (Stand: 1. Januar 2023).
Im Kirchspiel liegt die Bøstrup Kirke und der Langdysse von Helgetoft.
Nachbargemeinden sind im Norden Snøde Sogn und im Süden Tranekær Sogn.